# Felice Scandone
Felice Scandone (Napoli, 13 maggio 1901 – Marsa Matruh, 10 settembre 1940) è stato un giornalista, aviatore, dirigente sportivo, allenatore di calcio e calciatore italiano, di ruolo portiere.

## Biografia
Fondò e diresse il trisettimanale "Mezzogiorno Sportivo", tra le riviste calcistiche all'epoca più seguite in tutto il meridione. Come giornalista sportivo scrisse articoli per Il Littoriale, il Roma, lo Sport Fascista ed il Ciclismo d'Italia. Il 23 giugno 1929 effettuò la prima radiocronaca di un incontro di calcio del Napoli. Dal balcone della sede del Mezzogiorno Sportivo, comunicava alla folla sottostante le fasi salienti dello spareggio giocato a Milano contro la Lazio, riferitegli da un inviato telefonicamente.
A suo nome sono state intitolate la Piscina Felice Scandone a Napoli, la Felice Scandone Basket Avellino ed il gruppo regionale dell'U.S.S.I. Campania.

## Carriera militare
Arruolato come tenente pilota della Regia Aeronautica, morì durante un'azione di guerra, ai comandi del suo Savoia-Marchetti S.M.79, sui cieli di Marsa Matruh, abbattuto dagli inglesi nella zona di Tobruk e risultando poi disperso.

### Onorificenze
Nel 1941 è stato insignito della medaglia di bronzo al valor militare per le sue azioni durante la seconda guerra mondiale.
Nel 1943 è stato insignito della Medaglia d'Argento al Valor Militare per l'azione che lo ha portato alla morte

## Carriera sportiva
Fu un pioniere del calcio napoletano al pari di Alfredo Reichlin, dei fratelli Scarfoglio e di Mario Argento.
Da giovane giocò nel ruolo di portiere nelle file del Naples F.B.C.. Nel 1917 a Roma, prese parte all'amichevole vinta per 3-1 contro la Juventus Roma, mentre nel 1918 partecipò alla Coppa Internazionale. Nel campionato 1927-1928, insieme a Mario Argento affiancò dapprima il tecnico Jean Steiger e poi il successore Ferenc Molnár.